# Mónica Ojeda
Mónica Ojeda Franco (Guayaquil, 17 de mayo de 1988) es una escritora ecuatoriana, considerada como una de las novelistas más relevantes de la literatura latinoamericana contemporánea. En 2017 fue incluida en la lista Bogotá39-2017 como una de los 39 mejores escritores latinoamericanos de ficción menores de 40 años. Entre los reconocimientos con los que ha sido galardonada se cuentan el Premio Príncipe Claus Next Generation y el Premio ALBA Narrativa, además de quedar entre los finalistas del Premio Bienal de Novela Mario Vargas Llosa y del Premio de Narrativa Breve Ribera del Duero.

## Biografía
Nació el 17 de mayo de 1988 en Guayaquil, provincia de Guayas. Desde corta edad se sintió atraída a la literatura, por lo que a partir de los trece años empezó a participar y ganar en varios concursos intercolegiales de relatos. Realizó sus estudios superiores en la Universidad Católica de Santiago de Guayaquil, donde obtuvo el título de licenciada en comunicación social con mención en literatura. Posteriormente cursó una maestría en creación literaria en la Universidad Pompeu Fabra de Barcelona.
Su primera novela, La desfiguración Silva, ganó el Premio ALBA Narrativa en su edición de 2014. El jurado, presidido por el escritor Abdón Ubidia, alabó en su decisión «el seguro nivel de su escritura y estilo, su compleja y acabada narrativa; la utilización de lenguajes que provienen de diversas vertientes del arte contemporáneo, y el aprovechamiento de aforismos y recursos formales que se incorporan al texto». 
La obra fue editada por el Fondo Cultural del Alba y presentada en la Feria Internacional del Libro de Cuba 2015. Ese mismo año, obtuvo el Premio Nacional Desembarco de Poesía Emergente por su poemario El ciclo de las piedras, en el que explora la fragilidad de la infancia.
Nefando, su segunda novela, ganó, también en 2015, una mención de honor del Premio de Novela Corta Miguel Donoso Pareja. En palabras de Ojeda, Nefando explora «las experiencias abyectas del cuerpo, experiencias conflictivas en torno a la sexualidad como un espacio no solo de placer, sino de violencia». El libro fue publicado en 2016 por la editorial española Candaya, y fue incluido como una de las diez obras representativas del llamado «nuevo boom de literatura latinoamericana» por el diario español El País. El escritor y crítico Alberto Olmos alabó la obra, calificándola como «una novela brillante y enfermiza» y aseverando que «demuestra tanto talento que habría que perdonarle cualquier tacticismo».
En enero de 2018 publicó la novela Mandíbula, en que narra la historia de una adolescente obsesionada con las historias de terror que es secuestrada por su profesora de literatura. El libro fue aclamado por la crítica al momento de su publicación y calificado como "una de las novelas de la temporada" por el diario español El País, que lo ubicó en el puesto 12 de su lista de los 50 mejores libros de 2018. La novela fue además seleccionada como una de las diez finalistas del Premio Bienal de Novela Mario Vargas Llosa en su edición de 2018.
En 2020 fue seleccionada como finalista de la sexta edición del Premio de Narrativa Breve Ribera del Duero con su libro de cuentos Las voladoras, en el que explora a través del terror temáticas como la violencia de género, el aborto, la sexualidad y la religión en un estilo que definió como "gótico andino". Las voladoras fue un nuevo éxito crítico para Ojeda, siendo seleccionado como uno de los mejores libros del año por El País, El Mundo, la edición en español de The New York Times, entre otras publicaciones.
En 2021 fue seleccionada por la revista Granta como uno de los 25 mejores escritores jóvenes en español.

## Estilo y temáticas recurrentes
La narrativa de Ojeda está marcada por la exploración poética de emociones ligadas al miedo, el dolor y la perversidad, particularmente en la familia y en las relaciones de poder. Se caracteriza además por el tratamiento de temáticas consideradas tabúes, entre ellas el incesto, la pornografía infantil y el despertar sexual en menores de edad. La crítica ha clasificado su obra dentro del llamado "nuevo gótico latinoamericano", junto con autoras como Mariana Enríquez o Michelle Roche Rodríguez.
Otro tema recurrente en su obra es la relación entre lo femenino y lo monstruoso.

## Obras

### Novelas
- La desfiguración Silva (2014)
- Nefando (2016)
- Mandíbula (2018)
- Chamanes eléctricos en la fiesta del sol (2024)

### Poesía
- El ciclo de las piedras (2015)
- Historia de la leche (2019)[41]

### Cuentos
- «Caninos» (2017), cuento individual
- Las voladoras (2020)[24]

## Premios y reconocimientos
- 2014: Premio Alba Narrativa por La desfiguración Silva
- 2015: Premio Nacional Desembarco de Poesía Emergente por El ciclo de las piedras
- 2015: Mención de honor en el Premio de Novela Corta Miguel Donoso Pareja por Nefando
- 2017: Seleccionada en la lista Bogotá39
- 2018: Finalista al Premio Bienal de Novela Mario Vargas Llosa por Mandíbula
- 2019: Premio Príncipe Claus Next Generation[42]
- 2020: Finalista al Premio de Narrativa Breve Ribera del Duero por Las voladoras.
- 2021: Fue reconocida por la Revista literaria y editorial Granta como una de las 25 mejores narradores en español.[43]
- 2022: Finalista al National Book Award for Translated Literature por Mandíbula.